# Dvorets i krepost
Dvorets i krepost (ryska: Дворец и крепость, fritt översatt: Slott och fästning) är en sovjetisk dramafilm från 1924, regisserad av Aleksandr Ivanovskij. Manus baserades på Olga Forsjs roman Odety kamnem (ung. "Klädd i sten") och Pavel Sjtjogolevs berättelse Tainstvennyj uznik (ung. "Den mysktike fången").

## Handling
Filmen berättar om den revolutionäre demokraten Michail Bejdeman, som vid 21 års ålder, utan rättegång eller utredning, spärrades in på Peter-Paulfästningen på order av tsar Alexander II och där han kom att tillbringa mer än tjugo år.

## Rollista
- Jevgenij Boronichin
- Jurij Korvin-Krukovskij
- Marina Jurjeva
- Kondrat Jakovlev
- Sergej Sjisjko